# Тимберлејн (Луизијана)
Тимберлејн (енгл. Timberlane) насељено је место без административног статуса у америчкој савезној држави Луизијана.

## Демографија
По попису из 2010. године број становника је 10.243, што је 1.162 (-10,2%) становника мање него 2000. године.
| Група             | 2000.         | 2010.         |
| Белци             | 7.074 (62,0%) | 4.656 (45,5%) |
| Афроамериканци    | 2.679 (23,5%) | 3.641 (35,5%) |
| Азијати           | 521 (4,6%)    | 582 (5,7%)    |
| Хиспаноамериканци | 876 (7,7%)    | 1.185 (11,6%) |
| Укупно            | 11.405        | 10.243        |